# Shearia teletskaya
Shearia teletskaya är en mångfotingart som beskrevs av Mikhaljova 2000. Shearia teletskaya ingår i släktet Shearia och familjen Diplomaragnidae. Inga underarter finns listade i Catalogue of Life.